# Ефремов, Виктор Васильевич
Виктор Васильевич Ефремов — советский хозяйственный и политический деятель.

## Биография
Родился в 1901 году в Санкт-Петербурге. Член КПСС.
С 1918 года — рядовой, руководящий и профсоюзный работник завода «Красный выборжец» в Ленинграде. После демобилизации (в 1921 г.) поступил в Петроградский (Ленинградский) политехнический институт, в котором, после окончания, преподавал. (ЦГА СПб, ф. Р-3121, оп. 21, д. 986)
В 1933—1939 гг. — начальник цеха, заместитель директора Завода имени Лихачева.
В 1939—1941 гг. — директор Автомобильного завода имени КИМ.

Первые отечественные малолитражки попали в руки героев-полярников, летчиков, пограничников. Многие из них хорошо сами знали автодело, машины, моторы. Они обратили внимание на то, что двигатель был явно не доработан и на «малолитражку» не тянул. Разразился скандал. Со своих постов были сняты нарком И. А. Лихачев и директор завода им. КИМ А. В. Кузнецов.
Новому директору В. В. Ефремову и коллективу завода стоило громадных трудов выправить положение. В 1-м квартале 1941 года удалось наладить серийный выпуск КИМ-10-50, а всего до начала Великой Отечественной войны было выпущено около 500 машин (первоначально планировалось выпускать с конвейера по 2 500 машин в месяц).

В 1941—1957 гг. — заместитель начальника Главснаба Наркомата танковой промышленности СССР, министерства транспортного машиностроения, заместитель министра судостроения СССР.
В 1957—1963 гг. — заместитель председателя Ленинградского совнархоза.
В 1963—1965 гг. — заместитель председателя СНХ РСФСР.
В 1965—1973 гг. — заместитель председателя Госснаба СССР.
Умер в 1975 году в Москве.

## Награды
- Орден Октябрьской Революции (03.09.1971)
- Орден Отечественной войны II степени
- Орден Трудового Красного Знамени (дважды)
- Орден Красной Звезды
- Орден Знак Почёта (дважды)